# Viaggio al centro della luna
Viaggio al centro della luna è un cortometraggio muto del 1905 diretto e interpretato da Mario Caserini. Il film venne prodotto dalla Alberini & Santoni; Mario Caserini vi esordì come attore ma non è certa l'attribuzione della regia.